# Ballymore Lower

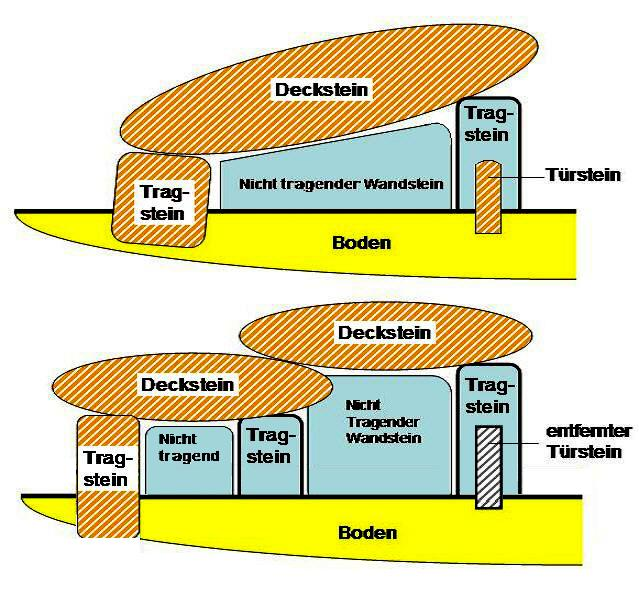
Die beiden Arten von Portal Tombs – Schema

Das Portal Tomb von Ballymore Lower (irisch An Baile Mór Íochtarach) liegt nahe der Straße N 56, etwa vier Kilometer nördlich von Creeslough, südlich vom Weiler Portnablagh mit Blick auf den Muckish Mountain (irisch: An Mhucais, deutsch „Schweinerücken“) im County Donegal in Irland. 
Als Portal Tombs werden auf den Britischen Inseln Megalithanlagen bezeichnet, bei denen zwei gleich hohe, aufrecht stehende Steine mit einem Türstein dazwischen, die Vorderseite einer Kammer bilden, die mit einem zum Teil gewaltigen Deckstein bedeckt ist.
Die Klassifizierung ist aufgrund des gestörten Zustandes vage. Erhalten sind nur zwei große Steine und ein kleinerer. Der große abgerundete Stein war der Deckstein. Der Stein darunter könnte ein Seiten- oder der Endstein sein. Der aufrechte Orthostat könnte einer der Portalsteine sein.
In der Nähe liegen die Megalithanlagen Errarooey Beg, Greenhill und Muntermellan.